# Miltochrista multidentata
Miltochrista multidentata är en fjärilsart som beskrevs av George Francis Hampson 1900. Miltochrista multidentata ingår i släktet Miltochrista och familjen björnspinnare. Inga underarter finns listade i Catalogue of Life.